# Mikael Lustig
Mikael Lustig (* 13. Dezember 1986 in Umeå) ist ein früherer schwedischer Fußballspieler. Der Abwehrspieler wurde mehrmals norwegischer und schottischer Meister. Mit der schwedischen Nationalmannschaft nahm er an drei Europameisterschaftsendrunden teil.

## Werdegang

### Karrierebeginn in Schweden
Lustig begann mit dem Fußballspielen bei Sandåkerns SK. Für den Klub spielte er 2003 in der fünftklassigen Division 4 Södra Västerbotten, ehe der Außenverteidiger 2004 zum Drittligisten Umeå FC wechselte. Dort etablierte sich der Nachwuchsmann auf der linken Abwehrseite als Stammspieler und spielte sich gegen Ende des Jahres in die schwedische U-18-Auswahl von Hans Lindbom. Mit dem Klub gelang der Aufstieg in die Superettan, so dass er sich für höherklassige Vereine interessant machte und im August 2005 den Verein in Richtung Allsvenskan verließ.
Neuer Klub Lustigs wurde GIF Sundsvall, bei dem er in der Spielzeit 2005 bis Saisonende zu acht Einsätzen in der Allsvenskan kam. Mit der Mannschaft verpasste er als Tabellenvorletzter den Klassenerhalt und musste in die Superettan absteigen. Hier etablierte er sich endgültig als Stammspieler, so dass Auswahltrainer Tommy Söderberg ihn in die schwedische U-21-Auswahl berief. In der Zweitligaspielzeit 2007 verpasste er lediglich nach einem Platzverweis ein Saisonspiel und trug somit dazu bei, dass der Verein als Tabellendritter ins schwedische Oberhaus zurückkehrte.

### Wechsel ins Ausland
Im Juli 2008 wechselte Lustig zum von seinem Landsmann Erik Hamrén betreuten norwegischen Verein Rosenborg Trondheim, bei dem er den nach England abgewanderten Fredrik Stoor ersetzen sollte und einen Kontrakt mit dreieinhalb Jahren Laufzeit unterschrieb. Als Ablösesumme wurden acht Millionen schwedische Kronen genannt. Bei seinem neuen Klub schaffte er alsbald den Sprung in die Startformation.
Am Ende der Spielzeit 2009 wurde er mit seinem Team norwegischer Meister. Er blieb dann auf Vereinsebene Stammspieler. Am Ende der Spielzeit 2010 verteidigte er mit der nun von Nils Arne Eggen trainierten Mannschaft den Meistertitel. Eggen übergab das Traineramt nach Saisonende an den Schweden Jan Jönsson, unter dem Lustig seinen Ruf als torgefährlicher Abwehrspieler festigte. Mit fünf Saisontoren war er hinter Torschützenkönig Rade Prica, Mushaga Bakenga, John Chibuike, Jim Larsen und Morten Moldskred vereinsintern sechstbester Torschütze, dennoch reichte es für den Klub nur zum dritten Tabellenrang.

### Serienmeister mit Celtic
Kurze Zeit nach Saisonende unterzeichnete Lustig mit dem schottischen Klub Celtic FC eine Vereinbarung über einen ab Januar 2012 laufenden Vertrag mit dreieinhalb Jahren Laufzeit. Diesen unterzeichnete er beim in der Scottish Premiership antretenden Klub kurz vor dem Jahreswechsel. Sein Debüt für den neuen Verein gab er im Ligaspiel gegen den FC Aberdeen im März 2012. Bis zum Saisonende 2011/12 kam er noch auf drei weitere Einsätze und wurde mit der Mannschaft schottischer Meister.
In der folgenden Spielzeit 2012/13 kam Lustig unter Teammanager Neil Lennon 23-mal zum Einsatz und erzielte drei Treffer, den ersten davon gegen Hibernian Edinburgh im September 2012. Mit dem Sieg im Pokalfinale am Saisonende, bei dem der Verteidiger über 90 Minuten zum Einsatz kam, und der vorzeitigen erfolgreichen Titelverteidigung in der Premier League gewann er erstmals in seiner Karriere das Double. Während er mit dem Klub die schottische Meisterschaft dominierte,  Auch in der UEFA Champions League 2013/14 blieb der große Erfolg aus: zwar qualifizierte sich die Mannschaft für die Gruppenphase, mit nur einem Sieg und insbesondere einer 1:6-Niederlage im letzten Gruppenspiel gegen den FC Barcelona verabschiedete sich Lustigs Mannschaft frühzeitig aus dem Wettbewerb. Im Dezember einigte er sich jedoch mit dem Klub auf eine Vertragsverlängerung, in der Rückrunde verpasste er jedoch verletzungsbedingt etliche Spiele. Auch die Spielzeit 2014/15 war von Verletzungsproblemen überschattet, so dass er unter dem neuen Trainer Ronny Deila nur unregelmäßig eingesetzt wurde.
In der Spielzeit 2015/16 etablierte sich Lustig erneut als Stammspieler in Celtics Defensive und war auch in der schwedischen Nationalmannschaft Stammspieler, als diese sich für die Europameisterschaft 2016 qualifizierte. Mit Celtic verteidigte er zum vierten Mal in Folge den Titel in der höchsten schottischen Spielklasse.

### Wechsel zum KAA Gent
Zum Ende der Saison 2018/19 endete sein Vertrag bei Celtic Glasgow, der auch nicht mehr verlängert wurde. Am 21. Juni 2019 unterzeichnete Lustig einen Vertrag bis 2022 beim belgischen Erstdivisionär KAA Gent. Lustig bestritt für Gent 16 von 29 möglichen Ligaspielen bis zum Abbruch der Saison infolge der COVID-19-Pandemie. Dabei wurde er ab Februar 2020 nicht mehr eingesetzt.

### Wechsel zum AIK Solna
Nachdem er auch in den ersten drei Spielen der neuen Saison nicht für Gent gespielt hatte, kehrte Lustig nach 12 Jahren nach Schweden zurück und wechselte Ende August 2020 ablösefrei zum AIK Solna. Sein Vertrag lief zunächst bis 31. Juli 2021 und wurde im März 2021 bis zum Ende der Saison 2022 verlängert.
Mitte Oktober 2022 gab Lustig das Ende seiner Karriere zum Saisonende bekannt. Insgesamt bestritt Lustig 67 Ligaspiele für AIK, in denen er vier Tore schoss, sowie sechs Pokalspiele und vier Spiele in der Qualifikation zur Conference League.

## Nationalmannschaft
Im Januar 2008 berief Nationaltrainer Lars Lagerbäck Lustig anlässlich einer Amerikatour in die schwedische A-Nationalmannschaft. Bei der 0:2-Niederlage am 19. Januar 2008 gegen die Nationalmannschaft der Vereinigten Staaten gab er sein Länderspieldebüt.
Zugleich hielt er sich in der schwedischen U-21-Auswahl: Ende Mai nominierten ihn die Auswahltrainer Söderberg und Jörgen Lennartsson für die U-21-Europameisterschaftsendrunde im Sommer im eigenen Land, wo er einer von fünf im Ausland tätigen Spielern der schwedischen Mannschaft war. Mit der Mannschaft erreichte er als Stammspieler das Halbfinale des Turniers, in dem sich die englische Auswahl im Elfmeterschießen durchsetzte. und hielt sich zudem in der schwedischen U-21-Auswahl: Ende Mai nominierten ihn die Auswahltrainer Söderberg und Jörgen Lennartsson für die U-21-Europameisterschaftsendrunde im Sommer im eigenen Land, wo er einer von fünf im Ausland tätigen Spielern der schwedischen Mannschaft war. Mit der Mannschaft erreichte er als Stammspieler das Halbfinale des Turniers, in dem sich die englische Auswahl im Elfmeterschießen durchsetzte.
Nachfolgend nominierte ihn Hamrén, mittlerweile zum schwedischen Nationaltrainer befördert, für die Auftaktländerspiele des Jahres 2010. Bei der Europameisterschaft 2012 kam er in zwei Gruppenspielen zum Einsatz, scheiterte jedoch mit der Auswahl in der Gruppenphase.
Im Herbst 2013 verpasste er in den Play-off-Spielen gegen Portugal die Qualifikation zum Weltmeisterschaftsturnier 2014. Für die Europameisterschaft 2016 konnte sich die schwedische Nationalmannschaft dagegen qualifizieren. Nationaltrainer Hamrén nahm ihm Mitte Mai ins schwedische Aufgebot auf. In der Auftaktbegegnung gegen Irland stand er in der Startelf, musste aber zur Halbzeit wegen einer Zerrung ausgewechselt werden. In den beiden verbleibenden Spielen kam er nicht mehr zum Einsatz. Schweden schied nach der Gruppenphase aus.
Auch bei der Weltmeisterschaft 2018 gehörte er zum schwedischen Kader und wurde in den drei Gruppenspielen und im Achtelfinale eingesetzt. Im Viertelfinale, in dem Schweden gegen England ausschied, war er aufgrund zweier gelber Karten gesperrt.
Bei der infolge der COVID-19-Pandemie erst 2021 ausgetragenen Europameisterschaft 2020 erreichte er mit der schwedischen Auswahl das Achtelfinale, wo Schweden gegen die Ukraine ausschied. Am 13. Juli 2021 gab er seinen Rücktritt aus der Nationalmannschaft bekannt. Insgesamt bestritt er 94 Länderspiele, in denen er 6 Tore schoss.

## Erfolge
mit Rosenborg Trondheim
- Norwegischer Supercup: 2010
- Norwegischer Meister: 2009, 2010

mit Celtic Glasgow
- Schottischer Meister: 2012, 2013, 2014, 2015, 2016, 2017, 2018, 2019
- Schottischer Pokalsieger: 2013, 2017, 2018, 2019
- Schottischer Ligapokal: 2015, 2017, 2018, 2019